# Silviu Lung
Silviu Lung (* 9. September 1956 in Sânmiclăuș) ist ein ehemaliger rumänischer Fußballspieler und derzeitiger -trainer. Er bestritt insgesamt 416 Spiele in der höchsten rumänischen Fußballliga, der Divizia A. Lung nahm an der Fußball-Europameisterschaft 1984 und der Fußball-Weltmeisterschaft 1990 teil.

## Karriere als Spieler
Silviu Lung war der Sohn eines Schmieds, der 1957 mit seiner Familie von Sânmiclăuș ins 15 Kilometer entfernte Carei zog.  Als Schüler war Lung in verschiedenen Sportarten erfolgreich (Handball, Basketball, Tischtennis), beschloss jedoch, eine Fußballerlaufbahn einzuschlagen. Ab 1971 spielte er in der Jugendmannschaft von Victoria Carei und wurde bereits als Sechzehnjähriger von Trainer Constantin Ionescu in die erste Mannschaft geholt, die in der Divizia C antrat. Lung wurde sofort Stammtorwart und wurde in einem der letzten Meisterschaftsspiele der Saison 1972/73, als der Aufstieg von Victoria Carei in die Divizia B bereits feststand, von Spielbeobachter Coloman Braun-Bogdan entdeckt. Dieser empfahl ihn Constantin Ardeleanu, dem Trainer der rumänischen Juniorennationalmannschaft, in die Lung anschließend mehrfach einberufen wurde. Die Zweitligaspieler von Victoria Carei standen auf der Gehaltsliste eines ortsansässigen Unternehmens, welches von einem Freund von Corneliu Andrei Stroe, dem Vizepräsidenten von Universitatea Craiova, geleitet wurde. Über diesen kam 1974 der Transfer nach Craiova zustande, obwohl es zeitgleich auch ein höher dotiertes Angebot von Politehnica Timișoara gegeben hatte. Zufälligerweise bestritt Lung sein erstes Spiel in der Divizia A am 28. August 1974 beim 1:0-Heimsieg von Universitatea Craiova gegen Politehnica Timișoara. 1979 erkrankte er an Hepatitis A und musste fast ein Jahr aussetzen, da die Infektion erst im fortgeschrittenen Stadium erkannt worden war.
Mit Craiova erreichte Lung die größten Erfolge seiner Karriere: 1980 und 1981 gewann er die rumänische Meisterschaft, 1978 und 1983 den rumänischen Pokal. In der Saison 1982/83 zog Lung mit Craiova in das Halbfinale des UEFA-Pokals ein, schied dort aber nur aufgrund der Auswärtstorregel gegen Benfica Lissabon aus. Im Sommer 1988 wurde mit Lungs ehemaligem Mannschaftskollegen Sorin Cârțu ein neuer Trainer geholt, der einen Umbau der Mannschaft anstrebte. Lung erhielt die Freigabe und wechselte daraufhin zu Steaua Bukarest, einem der besten europäischen Vereine der damaligen Zeit, nachdem ihm von Verteidigungsminister Ilie Ceaușescu zugesichert worden war, dass er innerhalb von zwei Jahren ins Ausland wechseln dürfte. 1989 wurde Steaua rumänischer Meister und erreichte das Finale im Europapokal der Landesmeister, unterlag dort aber klar dem AC Mailand.
Im Jahr 1990 wechselte Lung – wie auf viele andere starke rumänische Spieler – ins Ausland und schloss sich CD Logroñés aus der Primera División an. Da er nicht zum Stammspieler wurde, kehrte Lung schon 1991 nach Rumänien zurück und spielte zunächst für Electroputere Craiova, ehe er sich in der Winterpause 1992/93 erneut Universitatea Craiova anschloss und seine Karriere dort Ende Oktober 1993 während der Hinrunde der Saison 1993/94 beendete. Ausschlaggebend war dafür ein von Lung abgelehnter Bestechungsversuch vor dem Auswärtsspiel beim FC Brașov gewesen. Für den letzten Spieltag der Zweitligasaison 2005/06 wurde Lung ein letztes Mal in das Aufgebot von Universitatea Craiova berufen, kam jedoch auf Wunsch des Trainers Ovidiu Stîngă nicht zu seinem Abschiedsspiel.

## Karriere als Trainer
Nach dem Ende seiner aktiven Laufbahn begann Lung eine Karriere als Fußballtrainer und arbeitete zunächst als Co-Trainer von Marian Bondrea bei Universitatea Craiova, ehe er 1994 für kurze Zeit zu Olympique Casablanca ging. Nach seiner Rückkehr nach Rumänien wurde er 1995 Co-Trainer bei FC Național Bukarest und wechselte anschließend zu Minerul Motru in die Divizia C, wo ihm der Aufstieg in die Divizia B gelang. Trotz eines erfolgreichen Saisonverlaufs verließ Lung den Verein und kehrte im Mai 1997 für die letzten sieben Meisterschaftsspiele der Saison 1996/97 als Trainer zu Universitatea Craiova zurück, um anschließend für zwei Spielzeiten als Co-Trainer zu arbeiten. Nach der Vertragsauflösung von Ilie Balaci im September 1998 sprang Lung als Interimstrainer bis zum Ende der Hinrunde ein und wurde am 11. Dezember 1998 durch Marian Bondrea ersetzt.
Nach Gesprächen mit Doru Isac, einem seit 1991 in Japan lebenden rumänischen Trainer, ging Lung im Jahr 2000 ebenfalls nach Japan und unterstützte Isac zunächst als Jugendtrainer bei Nagoya Grampus Eight. Nach anderthalb Jahren stieß er zur Rückrunde der Saison 2001 als Torwarttrainer zur ersten Mannschaft, die zunächst von Tetsurō Miura und anschließend von Zdenko Verdenik trainiert wurde. Nach Ablauf seines Vertrags kehrte er Ende Dezember 2002 nach Rumänien zurück und begann im Januar 2003 als Torwarttrainer unter Sorin Cârțu bei Universitatea Craiova. In den folgenden zweieinhalb Jahren wurde er vom Verein zeitweilig auch als Cheftrainer geführt, da Nicolò Napoli (Januar 2004 bis März 2004) sowie Eugen Neagoe (Mai 2005 bis Juni 2005) nicht die notwendige Trainerlizenz besaßen. Am 1. Juli 2005 nahm Lung den erstmaligen Abstieg von Universitatea Craiova in die Zweitklassigkeit zum Anlass, um das Angebot von Minerul Motru zu akzeptieren und als Nachfolger von Pavel Buburuz die inzwischen zum Satellitenteam von Pandurii Târgu Jiu avancierte Zweitligamannschaft zu trainieren. Am 18. April 2006 löste Lung seinen Vertrag nach enttäuschenden Ergebnissen in der Rückrunde auf.
Bereits am 24. April 2006 übernahm Lung das Amt des Torwarttrainers von Gabriel Boldici bei Universitatea Craiova. Ab Juli 2006 begleitete er Anghel Iordănescu als Torwarttrainer zu Al Ain Club in die Vereinigten Arabischen Emirate. Nach dessen Entlassung im November 2006 kehrte auch Lung nach Rumänien zurück und wurde am 10. Januar 2007 Torwarttrainer unter Sorin Cârțu beim abstiegsgefährdeten Erstligisten FC Național Bukarest. Im Sommer 2007 probierte Lung erfolglos, erneut ins Ausland zu wechseln. Nachdem zu Saisonbeginn die meisten Mannschaften bereits Trainer engagiert hatten und im Herbst 2007 sein Vater verstorben war, setzte Lung ein halbes Jahr aus. Am 5. Februar 2008 wurde Lung Co-Trainer von Ștefan Stoica bei Gloria Buzău. Nachdem Stoica im August 2008 entlassen worden war, löste Lung seinen Vertrag bei Gloria Ende September 2008 auf und unterschrieb am 1. Oktober 2008 einen Vertrag als Torwarttrainer bei Pandurii Târgu Jiu, nachdem er von dessen Cheftrainer Sorin Cârțu angefordert worden war. Dieses Engagement endete im Oktober 2009 und anschließend übernahm Lung bis zum Ende des Jahres das Amt des Torwarttrainers bei Astra Ploiești. Von Mitte März 2010 bis Mitte Mai 2010 war Lung erneut Torwarttrainer unter Sorin Cârțu bei Pandurii Târgu Jiu. Im Sommer 2010 kehrte er für zwei Monate als Torwarttrainer unter Aurel Țicleanu zu Universitatea Craiova zurück. Am 12. September 2010 folgte er Sorin Cârțu als Torwarttrainer zum rumänischen Meister CFR Cluj. Als Cârțu am 25. November 2010 entlassen wurde, löste CFR auch die Verträge mit dessen Trainerstab, der aus Silviu Lung und Mircea Irimescu bestand, auf. Im Januar 2011 wurde Lung erneut Torwarttrainer unter Nicolò Napoli bei Universitatea Craiova und ersetzte dort Gabriel Boldici. Am 8. Juli 2011 wurde er von seinem Sohn Tiberiu Lung bei Universitatea abgelöst. Im August 2011 kehrte er als Torwarttrainer von Marius Șumudică zu Astra Ploiești zurück. Anfang Dezember 2011 kündigte Lung zwar nach einem Streit mit dem Mäzen des Vereins seinen Abschied zum Jahresende an, blieb Astra jedoch auch nach der Verpflichtung der neuen Cheftrainer Toni am 6. Januar 2012 und Mircea Rednic am 29. März 2012 erhalten. Mit der Entlassung von Rednic Ende Mai 2012 endete auch der Arbeitsverhältnis von Lung bei Astra. Anfang Oktober wurde er Torwarttrainer von CSU Craiova in der Liga II. Im Sommer 2016 verließ er zusammen mit seinem Chef Email Săndoi Craiova und wechselte zu Ligakonkurrent CS Concordia Chiajna. Ende Oktober 2016 wurden beide dort entlassen.

## Nationalmannschaft

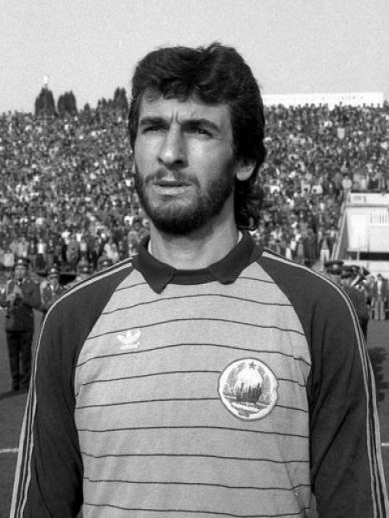
Silviu Lung im Nationaltrikot (1989)

Silviu Lung bestritt von 1979 bis 1993 insgesamt 77 Länderspiele für die rumänische Fußballnationalmannschaft. Er debütierte beim 3:0-Heimsieg gegen Griechenland am 21. März 1979 für sein Land und wurde auch beim nächsten Spiel, dem EM-Qualifikationsspiel gegen Spanien, eingesetzt, kam aber krankheitsbedingt erst am 4. Dezember 1982 gegen Weltmeister Italien zu seinem dritten Länderspiel. Höhepunkte seiner Laufbahn waren die Teilnahmen an der Europameisterschaft 1984 in Frankreich, als Lung bei zwei Spielen im Tor stand, und die Teilnahme an der Weltmeisterschaft 1990 in Italien, als er alle vier Spiele bestritt.

## Erfolge
- WM-Teilnehmer: 1990
- EM-Teilnehmer: 1984
- Rumänischer Meister: 1980, 1981, 1989
- Rumänischer Pokalsieger: 1978, 1983, 1989, 1993
- Rumäniens Fußballer des Jahres: 1984[29]
- Halbfinale im UEFA-Pokal: 1983
- Finale im Europapokal der Landesmeister: 1989

## Auszeichnungen
Am 25. März 2008 wurde Lung vom rumänischen Staatspräsidenten Traian Băsescu für die Leistungen in der Nationalmannschaft mit dem Verdienstorden „Meritul sportiv“ III. Klasse ausgezeichnet. Er ist Verdienter Meister des Sports. 1984 wurde Lung Rumäniens Fußballer des Jahres. Er ist Ehrenbürger der Stadt Craiova.

## Sonstiges
Silviu Lung ist verheiratet und Vater zweier Söhne, Tiberiu Lung (* 24. Dezember 1978) und Silviu Lung Jr. (* 4. Juni 1989), die beide ebenfalls als Torhüter in der rumänischen Fußballnationalmannschaft eingesetzt wurden. Am 8. Januar 2014 verursachte Silviu Lung bei Radovan einen Autounfall mit tödlichem Ausgang, als er die Kontrolle über seinen Wagen verlor und mit überhöhter Geschwindigkeit in den Gegenverkehr geriet.